# Trần Quốc Hải
Trần Quốc Hải (* 1960 in Long Thuận, Provinz Tây Ninh, Vietnam) ist ein vietnamesischer Mechaniker und Künstler, der als Autodidakt zwei Hubschrauber gebaut hat.
Hải wuchs in einem Dorf in der Provinz Tây Ninh auf, wo sein Vater eine kleine Werkstatt betrieb. Als Kind beobachtete er während des Vietnamkriegs die in einer nahegelegenen US-Basis startenden und landenden Bell UH-1-Hubschrauber.
Hải betreibt eine kleine Fabrik und Reparaturwerkstatt für Landmaschinen. 1997 begann er zusammen mit Lê Văn Danh, in seiner Werkstatt einen Hubschrauber zu bauen. Sie benutzten als Vorbild in Kriegsmuseen ausgestellte amerikanische Hubschrauber und im Internet gefundene Informationen. Ihr erster, von einem gebrauchten russischen LKW-Motor angetriebener Hubschrauber wurde 2002 fertiggestellt und erreichte im ersten Flugversuch eine Flughöhe von zwei Metern. Bei einem weiteren Test im Februar 2003 wurde der Hubschrauber von den Behörden beschlagnahmt, aber nach steigendem Druck der vietnamesischen Presse einen Monat später zurückgegeben. Im Mai wurden Hải und Danh als Helden der Arbeit ausgezeichnet.
Im Mai bis November 2005 bauten die beiden ihren zweiten Hubschrauber. Flugversuche wurden von den Behörden aber nicht genehmigt. Auf Intervention des Premierministers inspizierten Experten des Verteidigungsministeriums Trầns Werkstatt, erlaubten aber aufgrund von Sicherheitsbedenken weiterhin keine Testflüge.
Der Hubschrauber wurde zusammen mit der Videoinstallation The farmers and the helicopters des vietnamesisch-amerikanischen Künstlers Dinh Q. Lê auf der Singapore Biennale 2008 und von Juni 2010 bis Januar 2011 im Museum of Modern Art ausgestellt.